# Осемнадесети артилерийски полк
Осемнадесети артилерийски полк е български артилерийски полк, формиран през 1915 година, взел участие в Първата световна война (1915 – 1918).

## Формиране
Историята на полка започва на 14 септември 1915 година, когато в Стара Загора състава на 8-и артилерийски полк се формира Осемнадесети артилерийски полк, който влиза в състава на 8-а пехотна тунджанска дивизия. Състои се от щаб на полка, щаб на 1-во отделение, 6 батареи и нестроева рота. Полкът взема участие в Първата световна война (1915 – 1918) под командването на подполковник Константин Венедиков.
При намесата на България във войната полкът разполага със следния числен състав, добитък, обоз и въоръжение:
| Числен състав                                       | Добитък   | Обоз                                                   | Въоръжение                      |
| --------------------------------------------------- | --------- | ------------------------------------------------------ | ------------------------------- |
| Офицери: 23 Чиновници: 2 Подофицери и войници: 1321 | Коне: 833 | Обикновени коли: 90 Товарни коли: 44 Специални коли: 2 | Пушки и карабини: 54 Оръдия: 54 |

След края на войната, на 11 октомври 1918 г. полкът се завръща в Стара Загора и е демобилизиран. На 10 август 1919 г. е разформирован, като личният и конският състав, както и имуществото му са предадени обратно на 8-и артилерийски полк.

## Командири
Званията са към датата на заемане на длъжността.
| №  | звание       | име                  | дати                 |
| -- | ------------ | -------------------- | -------------------- |
| 1. | Подполковник | Константин Венедиков | Първа световна война |